# Линия Иокогама
Линия Иокогама (яп. 横浜線 ёкохама сэн) — железнодорожная линия японского железнодорожного оператора East Japan Railway Company. Линия соединяет станцию Хигаси-Канагава расположенную в городе Иокогама префектуры Канагава и станцию Хатиодзи в городе Хатиодзи, Токио.

## История
Линия была открыта частной компанией Yokohama Railway (яп. 横浜鉄道 ёкохама тэцудо:) 23-го сентября 1908 года. Линия была национализирована в 1917 году. В 1925 году началась электрификация линии. Электрификация проходила в два этапа. Первый участок от станции Хигаси-Канагава до станции Хараматида (ныне Матида) был полностью электрифицирован к 1932 году. Электрификация оставшегося участка линии от станции Хараматида до Хатиодзи была завершена в 1941 году.
Первоначально только часть линии была двухпутной. В 1967 году были проложены дополнительные пути от станции Кикуна до станции Син-Иокогама. в 1988 году был проложен дополнительный путь на последнем к тому времени оставшемся однопутном участке от станции Аихара до станции Хатиодзи.

## Виды обслуживания
Около трети составов продолжают движение до станции Иокогама. Составы типа Rapid (яп. 快速 кайсоку) ходят с интервалом в 30 минут в дневное время.

## Станции
- Местные поезда останавливаются на каждой станции.
- Скорые поезда останавливаются на станциях помеченных символом «●» и проезжают помеченные символом «｜».

| Станция           | Японское название | Расстояние (км) | Расстояние (км) | Rapid (Скорый) | Через линию Сагами             | Пересадки | Расположение | Расположение |
| Станция           | Японское название | Между станциями | Всего           | Rapid (Скорый) | Через линию Сагами             | Пересадки | Расположение | Расположение |
| ----------------- | ----------------- | --------------- | --------------- | -------------- | ------------------------------ | --- | ------------ | ------------ |
| Хигаси-Канагава   | 東神奈川          | —               | 0,0             | ●              | до Тигасаки через линию Сагами | Линия Кэйхин-Тохоку (сковозное сообщение до станций Иокогама и Офуна через линию Нэгиси Линия Кэйкю (Нака-Кидо) | Иокогама     | Канагава     |
| Огути             | 大口              | 2,2             | 2,2             | ｜             | до Тигасаки через линию Сагами | | Иокогама     | Канагава     |
| Кикуна            | 菊名              | 2,6             | 4,8             | ●              | до Тигасаки через линию Сагами | Tōkyū Tōyoko Line                                                                                               | Иокогама     | Канагава     |
| Син-Иокогама      | 新横浜            | 1,3             | 6,1             | ●              | до Тигасаки через линию Сагами | Токайдо-синкансэн Синяя Линия (B25)                                                                             | Иокогама     | Канагава     |
| Кодзукуэ          | 小机              | 1,7             | 7,8             | ｜             | до Тигасаки через линию Сагами | | Иокогама     | Канагава     |
| Камои             | 鴨居              | 3,1             | 10,9            | ●              | до Тигасаки через линию Сагами | | Иокогама     | Канагава     |
| Накаяма           | 中山              | 2,6             | 13,5            | ●              | до Тигасаки через линию Сагами | Зелёная Линия (G01)                                                                                             | Иокогама     | Канагава     |
| Токаитиба         | 十日市場          | 2,4             | 15,9            | ｜             | до Тигасаки через линию Сагами | | Иокогама     | Канагава     |
| Нагацута          | 長津田            | 2,0             | 17,9            | ●              | до Тигасаки через линию Сагами | Линия Дэнъэнтоси, Линия Кодомонокуни                                                                            | Иокогама     | Канагава     |
| Нарусэ            | 成瀬              | 2,3             | 20,2            | ｜             | до Тигасаки через линию Сагами | | Матида       | Токио        |
| Матида            | 町田              | 2 7             | 22,9            | ●              | до Тигасаки через линию Сагами | Линия Одавара                                                                                                   | Матида       | Токио        |
| Кобути            | 古淵              | 2,8             | 25,7            | ｜             | до Тигасаки через линию Сагами | | Сагамихара   | Канагава     |
| Футинобэ          | 淵野辺            | 2,7             | 28,4            | ｜             | до Тигасаки через линию Сагами | | Сагамихара   | Канагава     |
| Ябэ               | 矢部              | 0,8             | 29,2            | ｜             | до Тигасаки через линию Сагами | | Сагамихара   | Канагава     |
| Сагамихара        | 相模原            | 1,8             | 31,0            | ●              | до Тигасаки через линию Сагами | | Сагамихара   | Канагава     |
| Хасимото          | 橋本              | 2,8             | 33,8            | ●              | ●                              | Линия Сагами Линия Сагамихара                                                                                   | Сагамихара   | Канагава     |
| Аихара            | 相原              | 1,9             | 35,7            | ●              | ●                              | | Матида       | Токио        |
| Хатиодзи-Минамино | 八王子みなみ野駅  | 2,9             | 38,6            | ●              | ●                              | | Хатиодзи     | Токио        |
| Катакура          | 片倉              | 1,4             | 40,0            | ●              | ●                              | Линия Такао (Кэйо-Катакура)                                                                                     | Хатиодзи     | Токио        |
| Хатиодзи          | 八王子            | 2,6             | 42,6            | ●              | ●                              | Линия Тюо, Линия Хатико Линия Кэйо (Кэйо-Хатиодзи)                                                              | Хатиодзи     | Токио        |

## Подвижной состав
На линии используются электрички серии 205 series, 8-вагонные составы. Один из вагонов каждого состава имеет 6 дверей для ускорения процесса посадки пассажиров в часы пик. Составы, идущие через линию Сагами это 4-вагонные электрички серии 205-500 series.